# Cliffortia paucistaminea
Cliffortia paucistaminea là loài thực vật có hoa trong họ Hoa hồng. Loài này được Weim. mô tả khoa học đầu tiên.